# Touch Me (I Want Your Body)
Touch Me (I Want Your Body) è il singolo più famoso della cantante britannica Samantha Fox. È stato scritto da Jon Astrop, Pete Q. Harris e Mark Shreeve ed è stato inserito nel primo album della cantante, il quasi omonimo Touch Me.

## Il singolo
Estratta come singolo, è stata un successo mondiale: in Italia è stata inserita nella compilation del Festivalbar 1986. È la canzone più ricordata della cantante.
Il brano, così come il video che ne ha accompagnato la pubblicazione, ha contenuti erotici, grazie anche alla fisicità della cantante, dotata di un seno da maggiorata. Il testo parla della ricerca di un uomo.

## Cover
Del brano sono state eseguite varie cover. Nel 2004 la stessa Samantha Fox ne ha inciso una nuova versione con il cantante-modello Günther.

## Tracce
7" single
1. Touch Me (I Want Your Body) — 3:44
2. Never Gonna Fall in Love Again — 5:06

12" maxi
1. Touch Me (I Want Your Body) (extended version) — 5:19
2. Never Gonna Fall in Love Again — 5:07

12" maxi - Remixes
1. Touch Me (I Want Your Body) (blue mix) — 5:49
2. Touch Me (I Want Your Body) (alternative version) — 4:09
3. Tonight's the Night — 3:16

12" maxi - U.S.
1. Touch Me (I Want Your Body) (extended version) — 5:19
2. Touch Me (I Want Your Body) — 3:44
3. Touch Me (I Want Your Body) (blue mix) — 5:49
4. Touch Me (I Want Your Body) (alternative version) — 4:09
5. Drop Me a Line - 3:47

## Classifiche
| Classifica (1986-1987)                            | Posizione raggiunta |
| ------------------------------------------------- | ------------------- |
| Austrian Singles Chart                            | 2                   |
| Canadian Singles Chart                            | 1                   |
| French SNEP Singles Chart                         | 4                   |
| German Singles Chart                              | 4                   |
| Irish Singles Chart                               | 3                   |
| Italian FIMI Singles Chart                        | 3                   |
| Norwegian Singles Chart                           | 1                   |
| South African Singles Chart                       | 1                   |
| Swedish Singles Chart                             | 1                   |
| Swiss Singles Chart                               | 1                   |
| UK Singles Chart                                  | 3                   |
| U.S. Billboard Hot 100                            | 4                   |
| U.S. Billboard Hot Dance Club Play                | 41                  |
| U.S. Billboard Hot Dance Music/Maxi-Singles Sales | 27                  |